# Münchener Kommentar zum Wettbewerbsrecht
Der Münchener Kommentar zum Wettbewerbsrecht (bis einschließlich 2. Auflage: Münchener Kommentar Europäisches und Deutsches Wettbewerbsrecht) (bei Zitationen als MK, MüKo oder MünchKomm abgekürzt) ist ein Gesetzeskommentar zum Wettbewerbs- und Kartellrecht aus dem Münchener Verlag C. H. Beck. Er ist Teil der Reihe Münchener Kommentar. Herausgeber sind Franz Jürgen Säcker, Peter Meier-Beck, Florian Bien und Frank Montag.
Band 1 behandelt das europäische Wettbewerbsrecht, Band 2 das deutsche Wettbewerbsrecht, die Bände 3 und 4 erläutern das gesamte Vergaberecht und Band 5 schließlich das gesamte Beihilfenrecht.

## Bände
- Band 1: Europäisches Wettbewerbsrecht, 3. Auflage, München 2020, ISBN 978-3-406-72771-9 (Bearbeiter u. a. Christian Calliess und Jörg Gundel)
- Band 2: Deutsches Wettbewerbsrecht. Gesetz gegen Wettbewerbsbeschränkungen (GWB) §§ 1-96, 185, 186, Verfahren vor den europäischen Gerichten, 3. Auflage, München 2020, ISBN 978-3-406-72772-6 (Bearbeiter u. a. Carl Baudenbacher und Wolfgang Kirchhoff)
- Band 3: Vergaberecht I, 2. Auflage, München 2019, ISBN 978-3-406-65463-3 (Bearbeiter u. a. Frank Bayreuther und Matthias Knauff)
- Band 4: Band 4: Vergaberecht II, Einleitung Bauwerkvertragsrecht und VOB/A, VSVgV, 2. Auflage, München 2019, ISBN 978-3-406-68574-3 (Bearbeiter u. a. Jochem Gröning und Marcel Kau)
- Band 5: Beihilfenrecht: BeihilfenR, 2. Auflage, München 2018, ISBN 978-3-406-70695-0 (Bearbeiter u. a. Markus Ludwigs und Viktor Kreuschitz)